# Gliese 777 Ac
Gliese 777 Ac (anche Gliese 777 c', o HD 190360 c) è un pianeta extrasolare che orbita attorno alla stella Gliese 777 A, nella costellazione del Cigno, distante circa 52 anni luce dalla Terra.
Il pianeta venne scoperto nel giugno del 2005 usando il metodo della velocità radiale. Con una massa stimata in circa 18 volte quelle della Terra, le sue dimensioni verosimilmente dovrebbero essere quelle di un pianeta nettuniano caldo.